# ژان باتیست هاچم
ژان باتیست هاچم (انگلیسی: Jean-Baptiste Hachème; زاده ۲۴ ژوئن ۱۹۲۹ – درگذشته ۳ مهٔ ۱۹۹۸) افسر اهل بنین بود.
وی از ۱۸ دسامبر ۱۹۶۷ تا ۱۹ دسامبر ۱۹۶۷ رئیس‌جمهور این کشور بود.
ژان باتیست هاچم در ۳ مه ۱۹۹۸، در سن ۶۸ سالگی درگذشت.